# Tiziano (cocktail)
Il Tiziano è una variante del Bellini, cocktail long drink di Venezia, e la ricetta è la seguente: 7/10 prosecco e 3/10 succo d'uva fragola. Si prepara direttamente in una flûte versando il succo d'uva fragola e successivamente il prosecco ben freddo. Si mescola delicatamente e si serve. Si può anche utilizzare champagne al posto del prosecco.

## Storia
Mentre si hanno notizie certe della nascita del Bellini (inventato fra il 1934 ed il 1948), del Tiziano invece si sa poco e nulla. Così anche il colore violaceo ricorda solo qualche opera del Tiziano pittore.

## Cultura di massa
Il suo colore viene dall'uso dell'uva fragola. L'uva fragola viene utilizzata anche nella medicina popolare: per esempio gli estratti delle foglie hanno proprietà antinfiammatorie e sono protettrici dei capillari sanguigni, utili per le affezioni venose; l'aceto, opportunamente diluito, si impiega per lavare ferite, fare impacchi sulle contusioni, ottenere lozioni di bellezza. Il suo odore intenso stimola i centri nervosi e favorisce la ripresa di chi ha perso conoscenza.